# Titanatemnus conradti
Espèce
Synonymes
- Chelifer conradti Tullgren, 1908

Titanatemnus conradti est une espèce de pseudoscorpions de la famille des Atemnidae.

## Distribution
Cette espèce est endémique du Cameroun.

## Étymologie
Cette espèce est nommée en l'honneur de Leopold Conradt.

## Publication originale
- Tullgren, 1908 : Über einige exotische Chelonethiden. Entomologisk Tidskrift, vol. 29, p. 57-64 (texte intégral).